# Celda de yunque de diamante

Esquema del núcleo de una celda de yunque de diamante. El tamaño del diamante es de unos pocos milímetros a lo sumo.

Una celda de yunque de diamante (DAC por sus siglas en inglés) es un dispositivo utilizado en experimentos científicos. Permite comprimir una pequeña pieza (de tamaño sub-milimétrico) de material hasta presiones extremas, las cuales pueden exceder los 300 gigapascales (3 000 000 atmósferas).
El dispositivo ha sido utilizado para recrear la presión existente en lo profundo de los planetas, creando materiales y fases no observadas bajo condiciones normales. Ejemplos notables incluyen el hielo X no molecular, nitrógeno polimérico y xenón metálico (un gas inerte a bajas presiones).
Una celda de yunque de diamante consiste en dos diamantes que se oponen con una muestra comprimida entre los culets. La presión puede ser monitoreada utilizando un material de referencia cuyo comportamiento bajo presión es conocido. Los estándares de presión comunes incluyen la fluorescencia del rubí, y varios metales estructuralmente simples, tales como cobre o platino. La presión uniaxial provista por la celda de yunque de diamante puede ser transformada en presión hidrostática uniforme utilizando un medio transmisor de presión, tales como argón, xenón, hidrógeno, helio, aceite de parafina o una mezcla de metanol y etanol. El medio transmisor de presión está confinado por una junta y los dos yunques de diamante. La muestra puede ser vista a través los diamantes e iluminada por rayos X y luz visible. De esta forma, la difracción y fluorescencia de rayos X; absorción óptica y fotoluminiscencia; la dispersión Mössbauer, Raman y Brillouin; la aniquilación de positrones y otras señales pueden ser medidas a partir de materiales bajo alta presión. Un campo magnético y microondas puede ser aplicado de manera externa a la celda permitiendo la resonancia magnética nuclear, resonancia paramagnética electrónica y otras medidas magnéticas. El adjuntar electrodos a la muestra permite medidas eléctricas y magnetoeléctricas así como el calentar la muestra a algunos miles de grados. Temperaturas mucho más altas (superiores a 7000 K) pueden ser conseguidas con calentamiento inducido por láser, y el enfriamiento hasta milikelvins ha sido demostrado.

## Principio
La operación de la celda de yunque de diamante se basa en un simple principio:
{\displaystyle p={\frac {F}{A}}}
donde P es la presión, F es la fuerza aplicada, y A es el área.
Por tanto, una alta presión puede ser alcanzada mediante la aplicación de una fuerza moderada sobre una muestra con un área pequeña, en vez de aplicar una gran fuerza en una gran área. Para minimizar la deformación y la falla de los yunques que aplican la fuerza, deben ser hechos de un material muy duro y virtualmente incompresible tal como el diamante.

## Historia

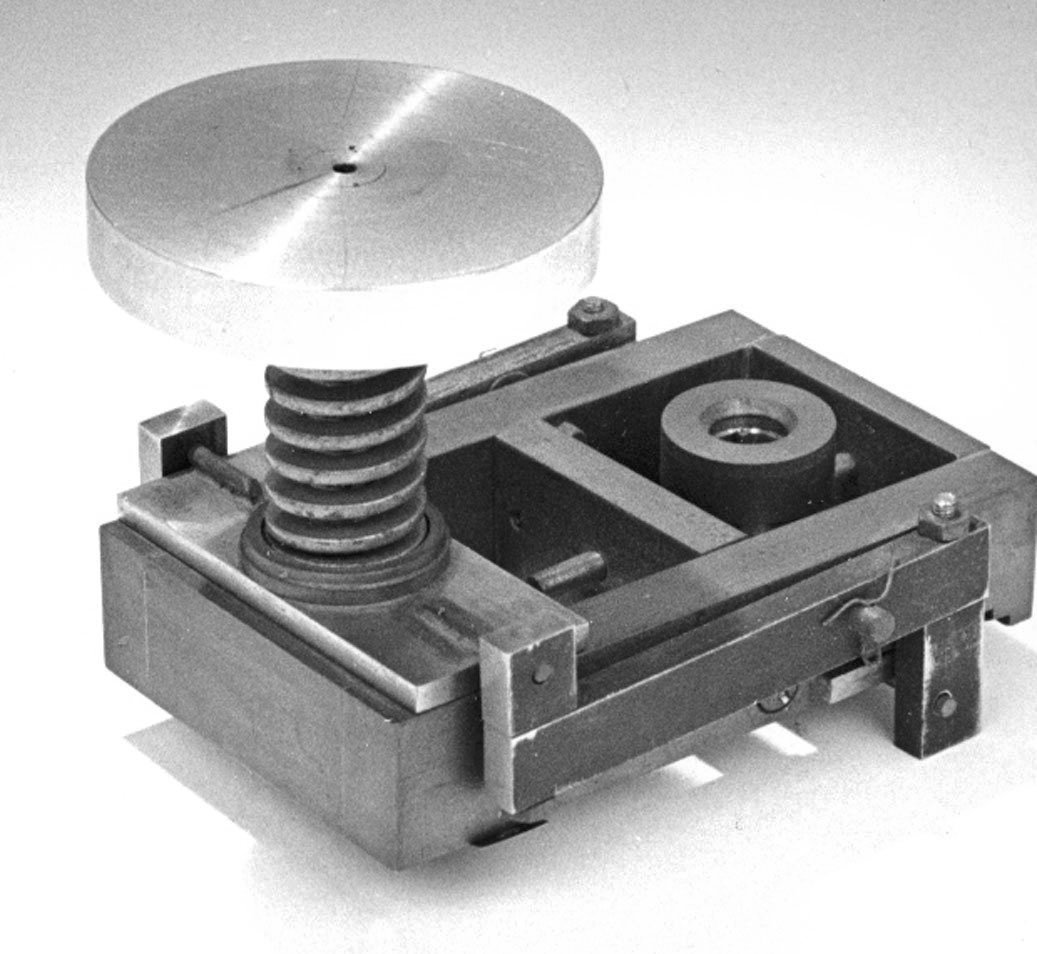
La primera celda de yunque de diamante en el museo NIST de Gaithersburg. Se muestra la parte que comprende el ensamblaje central mostrado en la figura superior.

Percy Williams Bridgman, pionero de la investigación de la alta presión durante la primera mitad del siglo XX, revolucionó el campo de las altas presiones con su desarrollo de un dispositivo de yunque con pequeñas áreas planas donde se presionaban uno contra el otro con un brazo de palanca. Los yunques fueron hechos de una aleación de wolframio-carbono (WC). Este dispositivo podía alcanzar presiones de unos cuantos gigapascales, y fue utilizado en medidas de resistencia eléctrica y compresibilidad. La invención de la celda de yunque de diamante a finales de los años 1950 en la Oficina Nacional de Normas (NBS) por Weir, Lippincott, Van Valkenburg, y Bunting refinó más el proceso. Los principios de la celda de yunque de diamante son similares a los de los yunques Bridgman pero para lograr las presiones más altas posibles sin romper los yunques, fueron hechos del material más duro conocido: un monocristal de diamante. Los primeros prototipos estaban limitados en su rango de presión y no había una forma confiable para calibrar la presión. Durante las décadas siguientes, las celdas de yunque de diamante han sido sucesivamente refinadas, siendo las innovaciones más importantes el uso de juntas y la calibración de la presión del rubí. La celda evolucionó para ser el dispositivo de laboratorio más poderoso para generar alta presión estática. El rango de presión estática alcanzable se extiende hoy hasta las presiones estimadas en el centro de la Tierra (~360 GPa).

## Componentes
Hay muchos diseños diferentes de celdas de yunque de diamante pero todos tienen cuatro componentes principales:
1. El dispositivo generador de fuerza — se basa en la operación de ya sea un brazo de palanca, una tuerca husillo, o presión neumática o hidráulica aplicada a una membrana. En todos los casos, la fuerza es uniaxial y es aplicada a las tablas (bases) de los dos yunques.
2. Dos yunques de diamante opuestos — hechos de alta calidad de gema, diamantes sin defectos, usualmente con 16 caras. Típicamente pesan de 1/8 a 1/3 quilates (25 a 70 mg). El culet (punta) es molido y pulido a una superficie hexadecagonal paralela a la tabla. Los culets de los dos diamantes se enfrentan uno con otro, y deben estar perfectamente paralelos para producir una presión uniforme y para prevenir tensiones peligrosas. Se requieren yunques especialmente seleccionados para medidas específicas; por ejemplo, una baja absorción y luminiscencia del diamante se requiere en experimentos correspondientes.
3. Junta — una hoja metálica de ~0.2 mm de espesor (antes de la compresión) que separa los dos culets. Tiene un rol importante: contener la muestra con un fluido hidrostático en una cavidad entre los diamantes, y prevenir la falla del yunque mediante el soporte de las puntas de diamante, reduciendo así las tensiones en los bordes del culet. Los materiales estándar de las juntas son metales duros y sus aleaciones, tales como acero inoxidable, Inconel, renio, iridio o carburo de wolframio. No son transparentes a los rayos X, y de esa forma, si se requiere iluminación de rayos X a través de la junta entonces materiales más ligeros, tales como el berilio, nitruro de boro,[12] boro[13] o diamante,[14] son usados como junta.
4. Medio transmisor de la presión — homogeneiza la presión. Una mezcla 4:1 de metanol:etanol es bastante popular debido a la facilidad de manejo. Sin embargo, por encima de ~20 GPa se vuelve un vidrio y de esa manera la presión se vuelve no hidrostática.[6] El argón, hidrógeno y helio son utilizables hasta las presiones más altas, y técnicas ingeniosas han sido desarrolladas para sellarlos dentro de la celda.[6]

## Usos
Previo a la invención de la celda de yunque de diamante, los aparatos de alta presión estática requerían grandes prensas hidráulicas las cuales pesaban varias toneladas y requerían grandes laboratorios especializados. La simplicidad y compactibilidad de la celda significaban que podía ser acomodada en una amplia variedad de experimentos. Algunas celdas contemporáneas pueden ajustarse fácilmente en un criostato para medidas a baja temperatura, y para usarse con un electroimán superconductor. Además de ser duros, los diamantes tienen la ventaja de ser transparentes a un amplio rango del espectro electromagnético desde el infrarrojo hasta los rayos gamma, con la excepción del ultravioleta lejano y rayos X blandos. Esto vuelve a la celda un dispositivo perfecto para experimentos espectroscópicos y para estudios cristalográficos utilizando rayos X duros.
Una variante de la celda de yunque de diamante, la celda de yunque de diamante hidrotermal (HDAC) es utilizada en petrología/geoquímica experimental para el estudio de fluidos acuosos, fundidos de silicato, líquidos inmiscibles, solubilidad mineral y especiación de fluidos acuosos a presiones y temperaturas geológicas. La HDAC es usada en ocasiones para examinar complejos acuosos en disolución utilizando las técnicas de fuente de luz sincrotrónica XANES y EXAFS. El diseño de la HDAC es muy similar al de la DAC, pero está optimizado para estudiar líquidos.